# Jardín botánico Sawtooth
El Jardín botánico Sawtooth (en inglés : Sawtooth Botanical Garden) es un Jardín botánico de altitud de 5 acres de extensión. Está ubicado en el interior del bosque nacional Sawtooth, en Ketchum, Idaho. 

## Localización
Sawtooth Botanical Garden Highway 75 at 11 Gimlet Road Ketchum, Blaine county, Idaho 83340 United States of America-Estados Unidos de América.               
Planos y vistas satelitales.43°37′43.96″N 114°20′59.55″O / 43.6288778, -114.3498750

## Historia
El jardín fue fundado en 1994 con la intención de representar los cinco biomas más característicos del centro-sur de Idaho. El jardín se ha ido ampliando desde entonces. Así en agosto del 2005, fue construido el Jardín de la Compasión Infinita, diseñado por el paisajista Martin Mosko, monje Zen budista y abad del Templo Hakubai en Boulder (Colorado).
El jardín fue construido para la visita del 14º Dalái lama Tenzin Gyatso, el 13 de septiembre de 2005, que bendijo el jardín y con motivo de la ocasión le fue regalada al jardín una rueda de oración del Tíbet finamente tallada, de 400 libras de peso, llena de más de un millón de escritos mantra. Siendo una de las dos únicas ruedas de oración que se erigieron en los Estados Unidos. De forma inusual, la rueda de la oración se mueve por la corriente de agua en vez de con la mano.

## Colecciones
El jardín botánico Sawtooth se distingue por su misión de representar los cinco biomas del centro-sur de Idaho. 

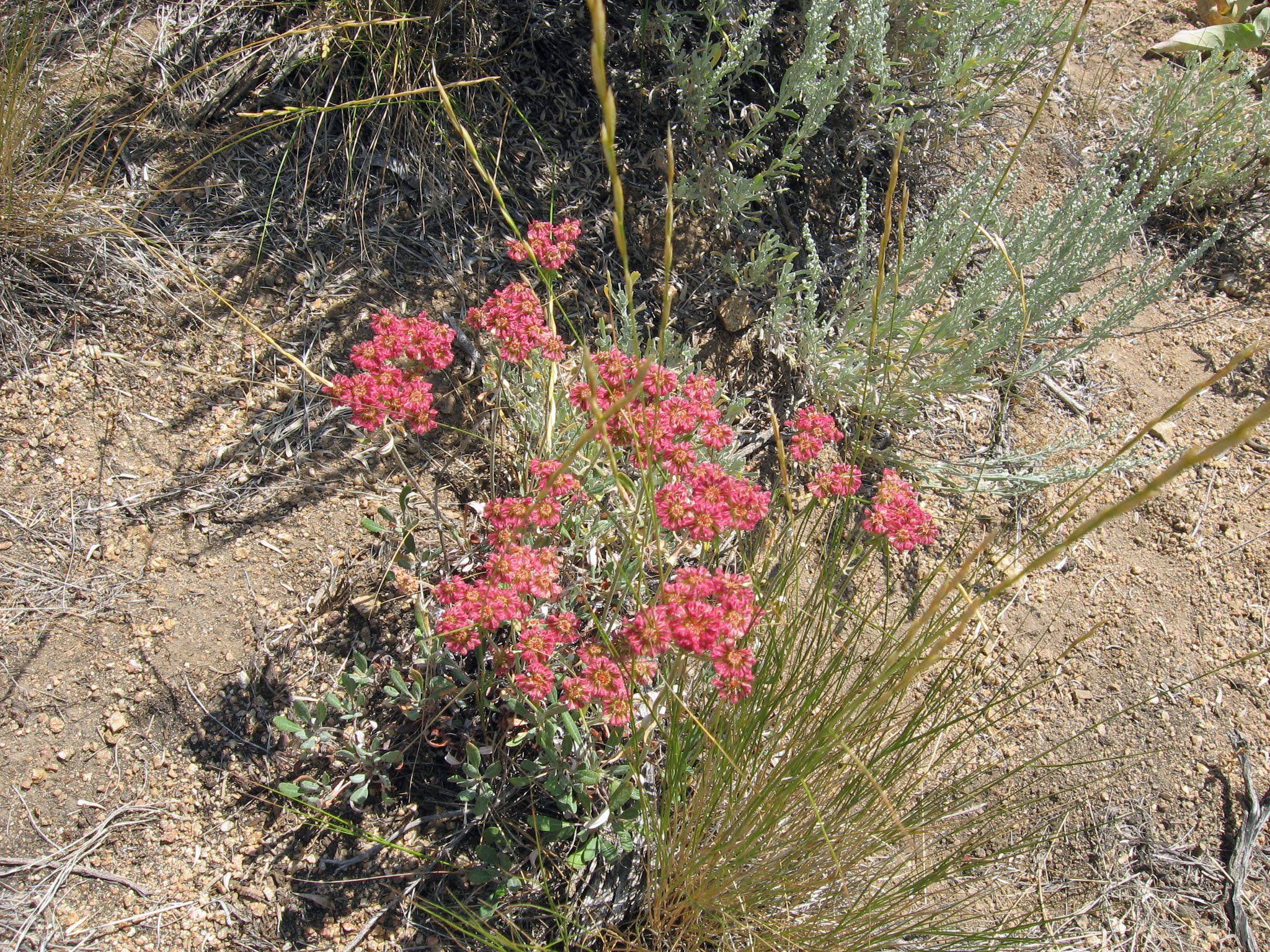
Ejemplar de "Buckwheat" (Eriogonum).

El plan maestro responde a esta misión con cinco jardines principales que representan estos biomas: 
- Sagebrush Steppe garden (jardín estepa de artemisa), el "sagebrush steppe" es el principal ecosistema se encuentra en el centro sur de Idaho. Dominado por la "Wyoming big sagebrush" (Artemisia tridentata), este ecosistema también alberga una gran variedad de pastos tolerantes a la sequía y flores silvestres comúnmente como plantas herbáceas. El ecosistema de estepa de artemisa alberga una gran variedad de plantas, más de 400 especies de fauna, y más de 1000 invertebrados. La principal amenaza para el bioma Sagebrush es su desaparición debido al uso humano y los incendios.
- Lava Rock Garden, ecosistema único en el centro sur de Idaho y más evidente en la porción oriental de la llanura del río Snake, es el bioma de roca de lava. Este paisaje volcánico único es el resultado de la placa de Norteamérica que se mueve en dirección suroeste sobre el punto caliente estacionario de Yellowstone. Durante millones de años de actividad volcánica ahora dominan el paisaje el basalto y la riolita. Aunque aparentemente inhóspito, este ecosistema desértico único es el hogar de más de 600 especies de plantas y una gran variedad de animales migratorios e indígenas.
- Alpine garden (alpinum), aunque a menudo se confunde con el ecosistema montano, el bioma alpino se produce específicamente por encima de la línea de árboles, generalmente se encuentra entre 6,560-7,220 pies Esta zona alpina también se conoce comúnmente como el bioma de alta montaña. No todas las plantas alpinas en todo el mundo crecen a las mismas altitudes, por ejemplo, la zona alpina del Mt. Kilimanjaro comienza en los 11.480 pies, mientras que en los Alpes encontrará plantas alpinas a 5.900 pies. La zona alpina se subdivide a la sub-alpino, alpino, alpino alto, y las zonas de nieve. Las condiciones extremas han creado una variedad de adaptaciones de la flora y abundancia de variedades de plantas hermosas y únicas. con diversas especies de osteospermum, arabis, arnica, Aster alpinos, amapolas, orquídeas, Aquilegias, y Lewisii
- Montane garden (jardín montano), el bioma montano es extraordinario tanto por su belleza como por su amplia gama de hábitat. Las Montañas Rocosas tienen 65 millones de años, que es una edad bastante joven, geológicamente hablando. El límite superior del bioma Montano está definido por la línea de árboles (por debajo de la zona sub-alpina). Este ecosistema único de gran altura alberga una gran variedad de plantas, debido a las variaciones en el suelo, la temperatura, el clima, y la pendiente.
- Riparian garden (jardín ripario), la zona riparia o ribereña pueden ser identificada por ambos suelos de humedales y el tipo de vegetal. La zona ribereña es especialmente importante en el oeste árido. Esta zona se dispone adyacente a los ríos y arroyos, es utilizada por mucha fauna local. Las zonas ribereñas también ayudan a mantener los ríos y arroyos saludables para la supervivencia de los peces. Las plantas de la zona ribereña ayudar a prevenir la erosión, aumentar la filtración del agua, y proporcionan un excelente hábitat para la fauna.

Ahora además incluye:
- The Garden of Inifinite Compassion (el Jardín de la Infinita Compasión), fue creado en septiembre de 2005 en honor de la visita del Dalái lama al Valle Wood River. Es un jardín contemplativo, un lugar de reposo tanto interior como exterior. Tiene un estanque de reflejo, y 16 rocas de 30 toneladas cada una, representando los 16 arhats budistas.
- Jardín ornamental, con plantas como la salvia rusa (Salvia yangii).
- Xeriscape.
- Invernadero de 1550 pies cuadrados que muestra las plantas perennes de floración, hierbas y vides.
- Edificio principal y área de investigación.